# Estado Independiente de Montenegro
El Estado Independiente de Montenegro o la Gobernación italiana de Montenegro, oficialmente denominado Reino de Montenegro (en serbocroata: Краљевина Црна Гора, transliterado Kraljevina Crna Gora), fue un pequeño Estado en el actual Montenegro que existió durante la Segunda Guerra Mundial como un «protectorado» de las fuerzas del Eje: del Reino de Italia (1941-1943) y más tarde de la Alemania nazi (1943-1944).

## Historia
Tras la invasión de Yugoslavia por la Alemania nazi y la Italia fascista el 6 de abril de 1941 y la posterior rendición del Ejército Real Yugoslavo el 17 de abril de 1941, Sekula Drljević, líder de los Federalistas Montenegrinos en el Reino de Yugoslavia, estableció el Comité Administrativo Provisional de Montenegro, que funcionó como órgano colaboracionista de la Italia fascista. El Comité se disolvió el 5 de mayo de 1941 y un Consejo Montenegrino se formó para supervisar la ocupación italiana y crear el semiindependiente protectorado de Montenegro.
El rey Víctor Manuel III de Italia (influido por su esposa, la reina Elena, hija del antiguo Rey de Montenegro) impuso a Mussolini la creación de un Montenegro independiente, en contra de los deseos de los fascistas croatas de Ante Pavelić y los albaneses (que querían dividir a Montenegro entre ellos).
El Estado independiente de Montenegro (llamado «protectorado») se creó bajo control fascista cuando Krsto Zrnov Popović regresó de su exilio en Roma en 1941 para liderar la Zelenaši (Partido "Verde"), y apoyar el restablecimiento de la monarquía independiente de Montenegro. Su milicia se denominó Brigada Lovcen. Montenegro se constituyó nominalmente en reino, pero el príncipe Miguel de Montenegro nunca aceptó la corona.
El 12 de julio de 1941 comenzó el gobierno de Sekula Drljević, pero el país se vio inmerso en la guerra civil entre partisanos y chetniks por un lado, y separatistas montenegrinos y fuerzas del Eje por otro. A medida que avanzó la Segunda Guerra Mundial, el conflicto de Montenegro se fue haciendo extremadamente caótico y despiadado, mientras casi todas las combinaciones de alianzas se hicieron y deshicieron entre las partes beligerantes y las facciones.
En lo que se refiere a las fronteras de la nación, la mayor parte del Sandžak se incluyó en el Estado Independiente de Montenegro, que en esencia sólo existía sobre el papel, ya que buena parte de su proclamado territorio, sobre todo tras la primavera de 1942, nunca fue realmente controlado por su Gobierno. El área de la bahía de Kotor (la veneciana Cattaro) fue anexionada a la gobernación de Dalmacia del Reino de Italia hasta septiembre de 1943.
En octubre de 1943, Drljević se exilió de Montenegro. Finalmente formó el Consejo de Estado de Montenegro, en el Estado Independiente de Croacia en 1944, que trató de actuar como un Gobierno en el exilio. Mientras tanto, a finales de septiembre de 1943, la Croacia fascista de Ante Pavelić se anexionó oficialmente la provincia italiana de Kotor. Montenegro se mantuvo bajo el control directo de las tropas alemanas, con una terrible y sangrienta guerra de guerrillas que asolaba la zona. El Ejército Popular de Montenegro fue formado por Ante Pavelić y Drljević a partir de derrotadas fuerzas chetniks encabezadas por Pavle Đurišić.
En el marco de la Campaña soviética de los Balcanes, el 15 de diciembre de 1944 las tropas alemanas se retiraron de Montenegro y los partidarios de Tito comenzaron a controlar toda el área, poniendo fin a la existencia del Estado Independiente de Montenegro.

## Gobernadores
| Nombre                   | Duración                                     | Notas               |
| ------------------------ | -------------------------------------------- | ------------------- |
| Mihajlo Ivanović         | 17 de mayo de 1941-23 de julio de 1941       | Cargo nominal       |
| Serafino Mazzolini       | 19 de abril de 1941-23 de julio de 1941      |                     |
| Alessandro Pirzio-Biroli | 23 de julio de 1941-13 de julio de 1943      |                     |
| Curio Barbasetti di Prun | 13 de julio de 1943-10 de septiembre de 1943 | Rendición de Italia |
| Theodor Geiger           | 10 de septiembre de 1943-1 de junio de 1944  |                     |
| Wilhelm Keiper           | 1 de junio de 1944-15 de diciembre de 1944   |                     |